# Zhu Yaming
Zhu Yaming (Hulunbuir, 4 de maio de 1994) é um atleta do salto triplo chinês, medalhista olímpico.
Zhu começou a competir nacionalmente no salto triplo em 2015 e atingiu o nível de elite na temporada ao ar livre de 2017, tornando-se campeão asiático nesse ano. Nos Jogos Olímpicos de Verão de 2020, conquistou a medalha de prata em sua modalidade.